# Racșa (gmina)
Racșa – gmina w Rumunii, w okręgu Satu Mare. Obejmuje miejscowości Racșa i Racșa-Vii. W 2011 roku liczyła 3052 mieszkańców.